# Zbigniew Herbert
Zbigniew Herbert (29. října 1924 – 28. července 1998) byl polský básník a esejista.

## Biografie
Narodil se ve Lvově, účastnil se protiněmeckého odboje v řadách Zemské armády. Studoval filozofii a práva, v roce 1956 vydal první sbírku Struny světla. Kriticky se vyjadřoval ke komunistickému režimu, od roku 1986 žil v exilu v Paříži. Je pochován na hřbitově 'Cmentarz Powązkowski' ve Varšavě.
Jeho básnická tvorba je intelektuálně náročná, vyznačuje se četnými mytologickými a filozofickými odkazy. Psal také fejetony pod pseudonymem Pan Cogito.
Česky vyšel výbor jeho poezie Druhý pokoj (Mladá fronta 2000) a uměnovědné eseje Barbar v zahradě a Zátiší s udidlem.
V roce 2008 se v Polsku slavil Rok Zbigniewa Herberta.

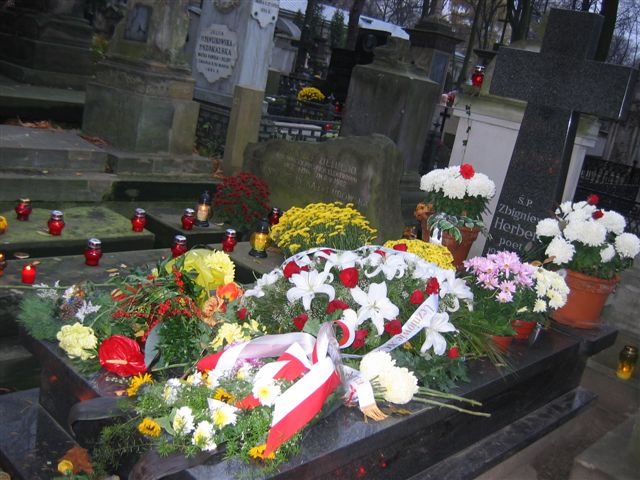
Hrob Zbigniewa Herberta ve Varšavě

## Fotogalerie

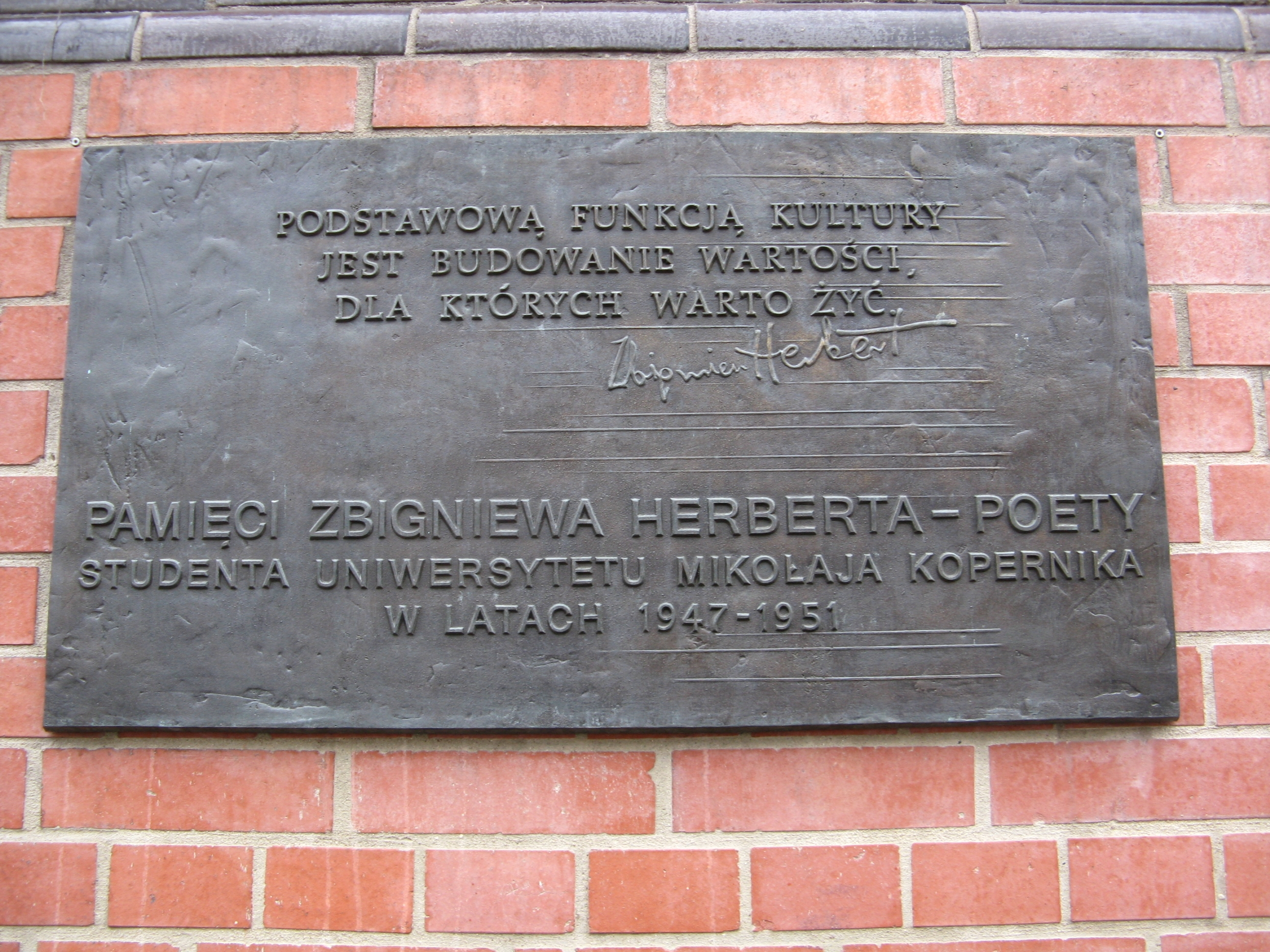
Pamětní deska v místě jeho studia (Toruń)
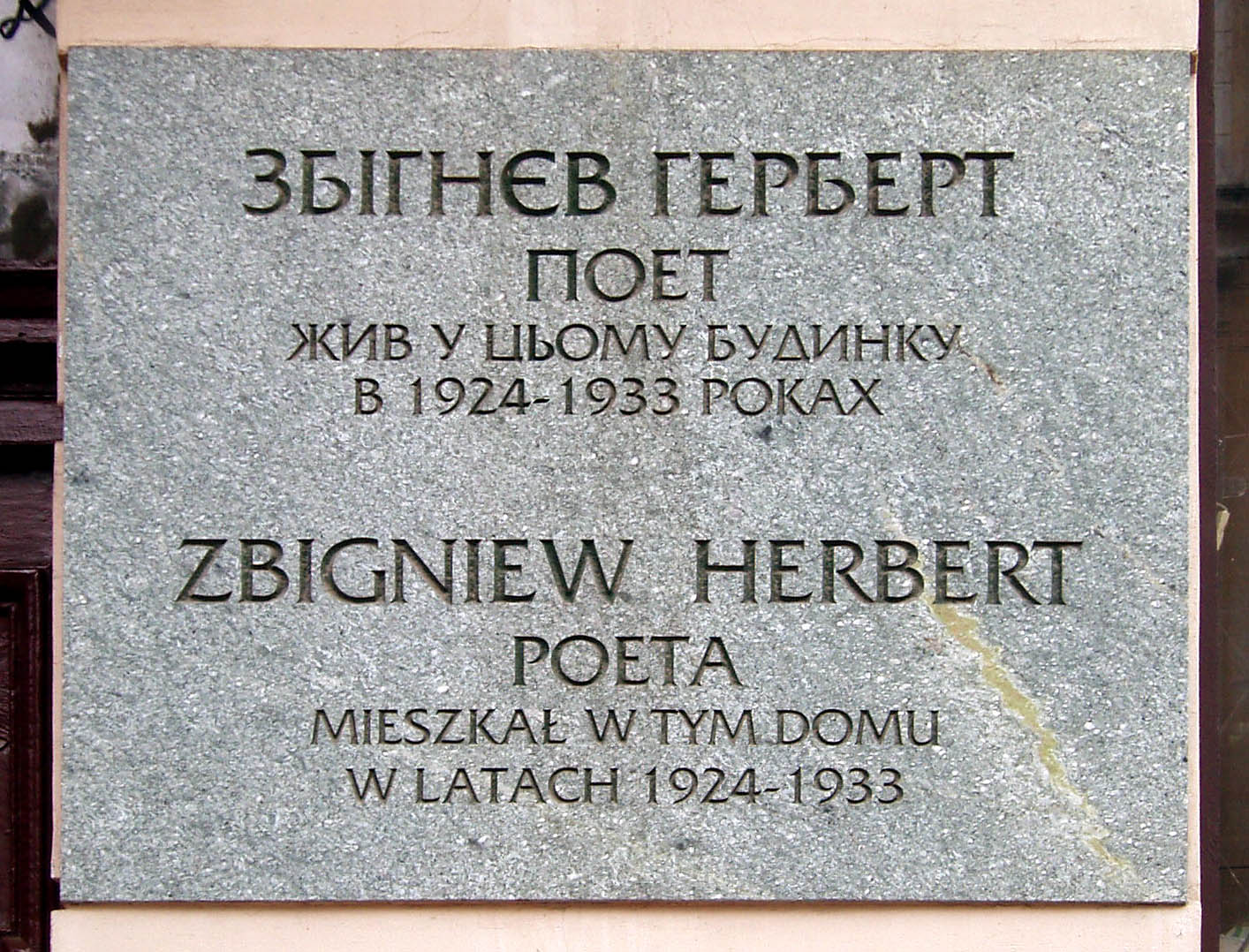
Pamětní deska na domě, v kterém žil (Lychakivska 55, Lvov, Ukrajina)
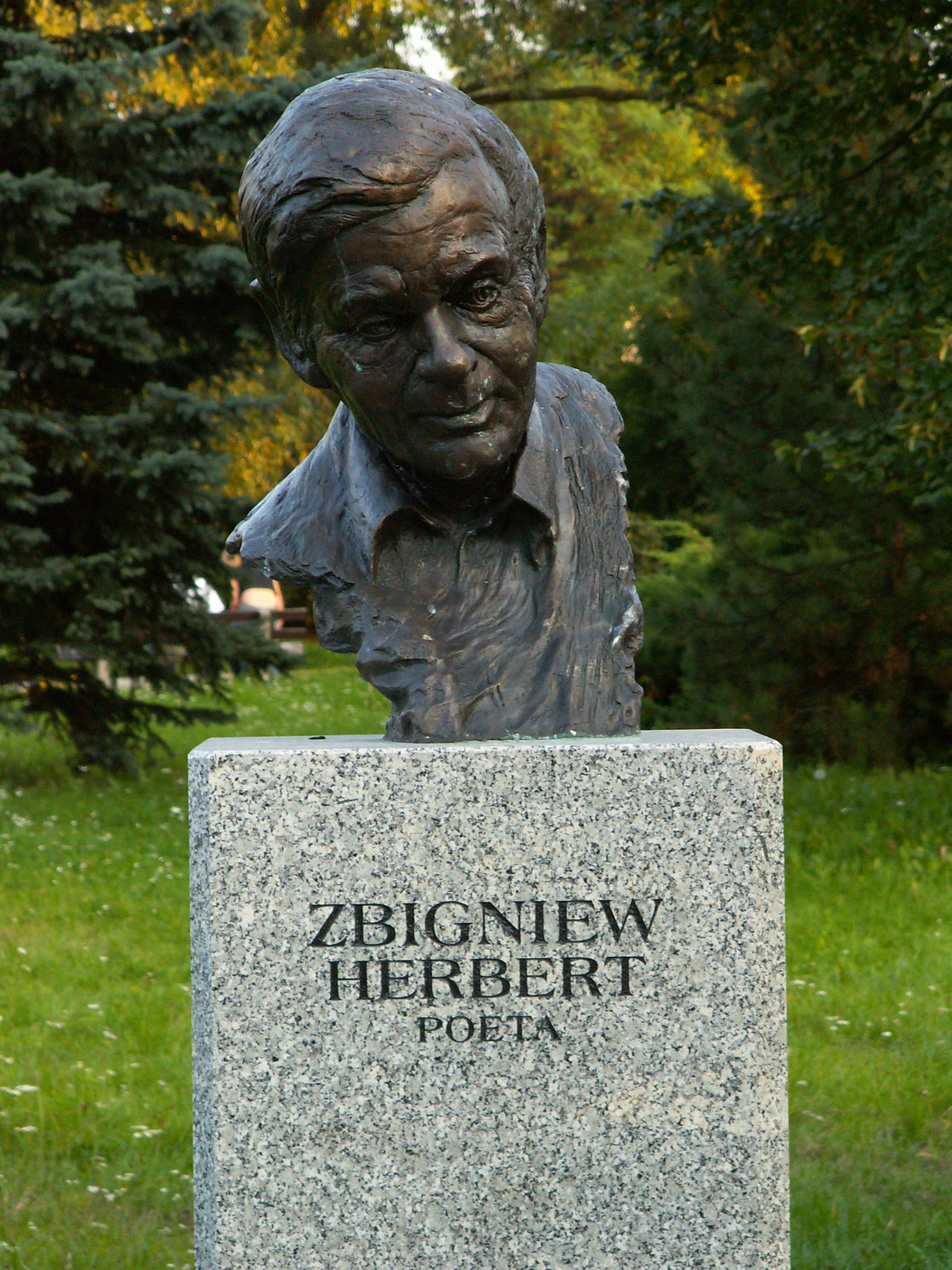
Jeho busta v polském Kielce
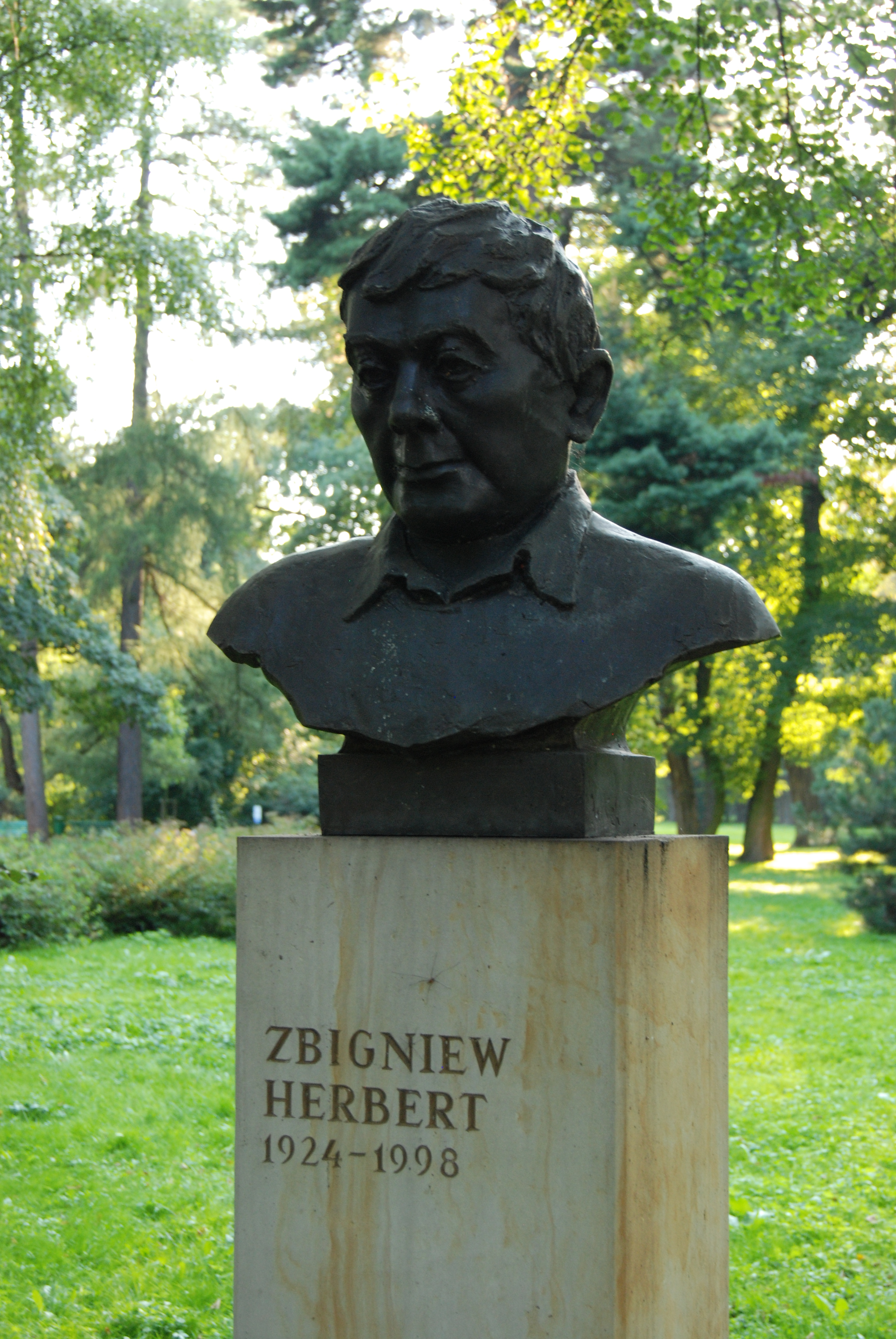
Jeho pomník v Krakově